# 蕁麻疹
蕁麻疹（じんましん, urticaria, hives）は、急性皮膚病の一つ。痒みを伴う紅斑・膨疹が生じる。
蕁麻疹の一種に血管性浮腫（けっかんせいふしゅ、英：angioedema）と呼ばれる病態があり、これはクインケ浮腫ともいう。
また、アナフィラキシーショックの一症状として蕁麻疹が出現することがある。
アレルギー性には、食物性と薬剤性がある。非アレルギー性には、寒冷により生じる寒冷蕁麻疹など温度や刺激によって生じるものや、日光蕁麻疹、ストレスを感じた時に生じるコリン性蕁麻疹がある。
発症原因は3分の2が判明しないが、対症療法として第二世代抗ヒスタミン薬（第一世代抗ヒスタミン薬より鎮静作用がない）が第一選択薬として治療に使われる。

## 名前の由来
ヒトがイラクサ（蕁麻, urtica）の葉に触れると、痒みを伴う発疹が出現するため、この名前がついた。
英語での Hives も、語源はイラクサを意味するラテン語である。

## 症状
皮膚の灼熱感・かゆみを伴う発疹が生じる。数分〜数時間で消退するが、発作的に反復して発疹が起こる。発疹の特徴として、軽度の膨らみをもった「みみず腫れ」を特徴とし、医学用語では膨疹（ぼうしん）と表現する。気道内にも浮腫を生じることがあり、この場合、呼吸困難を併発し、死亡することもある。

## 病態生理
皮膚の血管や血管の周囲には、肥満細胞（好塩基性の細胞）が散在しており、この肥満細胞の中にヒスタミンが多数含まれている。何らかの原因で、肥満細胞がヒスタミンを分泌する。それにより、ヒスタミンが血管に働いて、血管を拡張させるとともに、血管の透過性が亢進し血管外への血漿成分の漏出を起こさせる。そして、皮膚の真皮内に流出した血漿蛋白が真皮の組織間隙圧によって抑制され、限局した浮腫になるが、それが膨疹という表現形になる。さらに、ヒスタミンは皮膚の神経を直接的に刺激し掻痒を誘発させる。

## 分類
蕁麻疹を誘発する原因は、21-51%の人々で判明し、食物アレルギーは10%程度となる。突発性蕁麻疹は特に子供で、食物・医薬品・細菌ウイルス感染のような特定可能な原因がある可能性が高いが、子供・大人とも原因が分からずじまいの方が大半である。慢性蕁麻疹の場合も特定が困難である。

### アレルギー性蕁麻疹

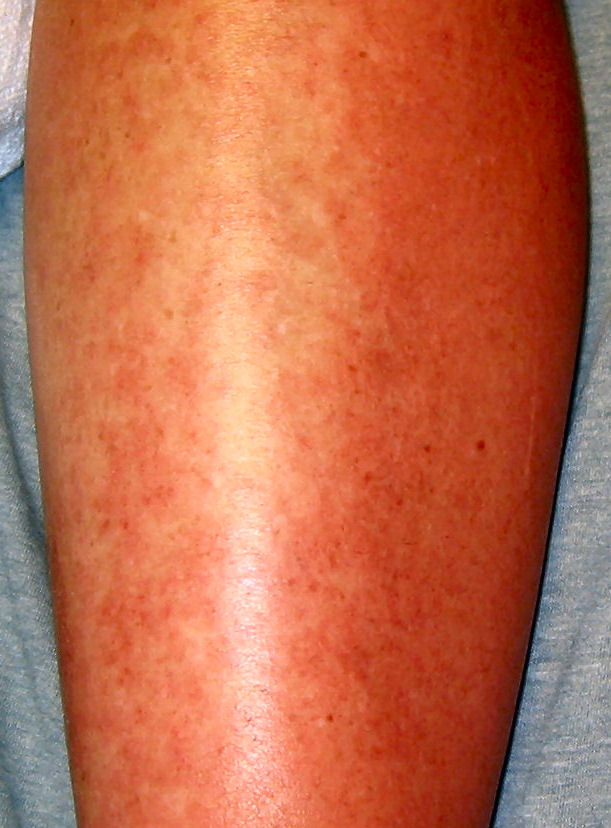
抗生物質によるアレルギー性蕁麻疹

I型アレルギーに起因すると考えられている。IgEと呼ばれる抗体が肥満細胞に付着しており、抗原がその抗体に付着すると肥満細胞が活性化し中に蓄えられていたヒスタミンを大量に放出して症状を引き起こす。抗原被曝から30分以内には症状が出る。ヒスタミンの放出は15分程度であり、通常はすぐに治まる。しかし、繰り返しの抗原被曝により肥満細胞が活発になり皮疹の出現・消腿が1か月以上も続くことがあり、その場合、慢性蕁麻疹ということになる。なお、接触性皮膚炎（かぶれ）でみられる湿疹は、IV型アレルギーであり、機序が異なる。
経過による分類
発疹の出没が1か月以内のものを「急性蕁麻疹」、1か月以上のものを「慢性蕁麻疹」と分類することがあるが、分類する意義がないという意見もある。
原因による分類

#### 食物性蕁麻疹
原因食物を摂取してから30分以内に起こるのが通常である。アレルギー性蕁麻疹の一つ。サバなどの生魚が多いが、古くなるとすぐ醗酵してヒスタミン性の物質を作るためとされている（スコンブロイド食中毒）。また、その食物そのものに対してアレルギー反応がないが、消化器官で代謝された代謝産物に対してアレルギー反応をもっている場合も多い。食べ過ぎ・飲みすぎ・風邪による感染性胃腸炎などがあると、体にとって異物とみなされる不純物（抗原物質）が吸収され蕁麻疹が生じやすくなるということもあり、アレルギー反応だけでなく、何らかのプラスアルファの要因が加わって生じることも多いと考えられる。

#### 薬剤性蕁麻疹
薬剤によるアレルギーである。薬剤摂取後30分以内に起こるのが通常。抗菌薬・NSAIDsの頻度が高い。
2〜3年以上続く慢性蕁麻疹の中には、膠原病や内臓疾患を合併していることがある。

### 非アレルギー性蕁麻疹

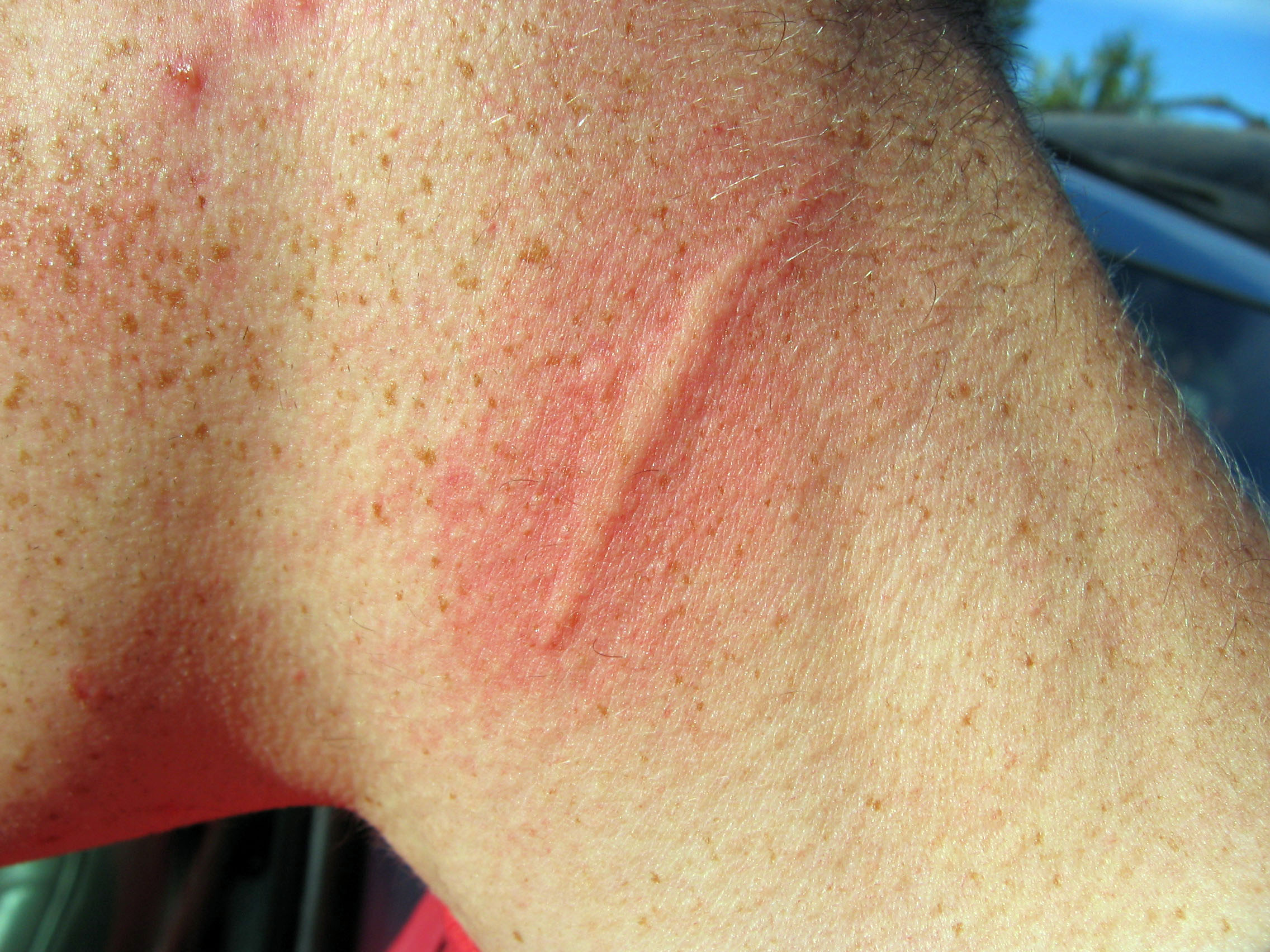
みみず腫れ（機械刺激による物理性蕁麻疹）

アレルギー性の反応はないが、何らかの刺激でヒスタミンが肥満細胞から分泌されたり、神経末端よりアセチルコリンなどの物質が分泌され、それより血管透過性が亢進して症状が出るものなどがある。その一方で、原因機序が確定していないため非アレルギー性と扱っているものも含まれる。なお、アレルギー性と異なりヒスタミンなどの放出が長かったりして、すぐに治まるとは限らない。
原因による分類

#### 物理性蕁麻疹
- 機械刺激・温度・圧迫・汗・運動などで誘発される場合がある。寒冷により生じる寒冷蕁麻疹もこの一つで、冷たい飲み物（ビール､ジュース､水）を一気に飲むと咽頭や喉頭に浮腫を生じ呼吸困難になりやすい。みみず腫れは接触による膨疹が線上に配列し融合することで生じる。

#### 日光蕁麻疹
- 太陽光被曝により起こる蕁麻疹。膨疹は日光の当たった皮膚に限局して現れ、太陽光を避けると1〜2時間くらいで痕跡を残さず消えていくのが特徴である。波長の違いで6型に分類されている。光のエネルギーにより皮膚の成分が修飾されて構造が変化し、それが抗原となって、即時型アレルギー反応が成立するという意見もあり、アレルギーの関与はまだ完全には否定できていない。なお、似た症状をもつ疾患として多形日光疹があり鑑別が必要である。多形日光疹は日光照射後数時間してから発疹が現れ、発疹が数日間持続するという違いがあるので、その臨床経過で鑑別が可能である。

#### コリン性蕁麻疹
- 発汗により生じるが、ストレスや不安や興奮や緊張で生じる原因もある。膨疹とその周囲に、紅斑を伴うという特徴的な発疹を生じる。痒いというより痛痒さを訴える人が多く、激痛であるという人さえいる。一過性であり、汗をかくたびに生じる。

- 発生機序はまだ確定されていないが、ひとつの仮説として、発汗刺激因子により中脳の発熱中枢が刺激され、コリン性神経を介して皮膚の神経末端でアセチルコリンが分泌され膨疹が生じるというものがある。また、心因性蕁麻疹といってストレスが原因によるものがあるが、その蕁麻疹が起こる原因の多くはアセチルコリンが関与していることが分かってきた。

- 治療は、抗ヒスタミン剤の内服が第一選択薬である。無汗症・減汗症を伴う症例には抗ヒスタミン剤やロイコトリエン拮抗薬が無効な場合が多く、ステロイドパルス療法が有効だったという報告がある[4]。ステロイドパルス療法のほかには、免疫抑制剤内服、塩酸ピロカルピン内服、塩酸セビメリン水和物内服などの有効例報告がある。

### 遺伝性の蕁麻疹
- CINCA症候群（chronic infantile neurological articular syndrome）- 生後に発症。皮疹・中枢神経症状・関節症状を3主徴とする。
- Muckle-Wells症候群 - 蕁麻疹と腹痛が1〜2日続き、それを周期的に繰り返すのが特徴。
- 家族性寒冷蕁麻疹 - 生後〜10歳位までに発症。寒冷によって誘発され、発熱・関節痛を伴う発疹の出現がある。1日以内には消褪する。

## 診断
- アナフィラキシーショックと鑑別されることは重要であり、その他の原因が除外された後に蕁麻疹の診断が残る[3]。診断は、突発性蕁麻疹が視診と既往歴で、慢性蕁麻疹の場合は検査によってされる[3]。

### 検査

#### 診断するための検査
- 赤色皮膚描記症という症状があり、皮膚を擦過すると赤く膨隆する。アトピー性皮膚炎では白色になる（白色皮膚描記症）ので対照的である。湿疹との鑑別は経過から明らかであるが、形態学からも鑑別ができる。湿疹は、湿疹の三角形で示されたとおり多様な形態をとりうるが、その中に膨疹は含まれていない。よって膨疹を見つけることで湿疹を除外できる。しかし膨疹がない蕁麻疹もありえる。

#### 原因を調べるための検査
- 慢性蕁麻疹は血液検査で、特異的IgEを調べる。RAST法とも呼ばれる（それに対して、総IgEはRIST法と呼ばれる）。ヒスタミン遊離試験が血液検査で調べられる。血液に原因と思われる物質を注入し、アレルギーの原因となるヒスタミンが増加するかを見る検査である。費用がかかる。

- 皮内テストやプリックテストがある。原因と思われる物質を皮内・皮下に注入して、アレルギー反応が誘発するかを調べる試験である。しかし、テストが原因で症状を誘発することもある。誘発試験があるが、ショックの危険があるため慎重に行う。寒冷蕁麻疹を例にあげる。洗面器に水を入れ、片方の手を水の中に入れ､他方は外に出しておく。10分後コントロールに比べ水の中に入れた手に紅班・膨疹・掻痒が出現すれば寒冷蕁麻疹と診断できる。また、薬剤性蕁麻疹の検査では1/20の量から内服していき、徐々に内服量を上げていって、アレルギー反応が生じるかをみるようなことも行う。

## 治療
- 急性期は原因療法は採られず、対症療法としてヒスタミンの放出を抑制する抗ヒスタミン薬が第一選択薬で、特に鎮静作用（眠気など）の低い第二世代抗ヒスタミン薬から開始され、これはWHO・日本・欧米のガイドラインに共通する[3]。また共通して、特定可能な蕁麻疹のきっかけがあればそれを避けることで、非ステロイド性抗炎症薬 (NSAID) を使用することで、3分の1の人々の症状を悪化させることも避けられる[3]。

- 無効であれば第二世代抗ヒスタミン薬を増量したり[3]、別の抗ヒスタミン薬を併用する[3]。日本のガイドラインは、H2拮抗薬や抗ロイコトリエン薬を推奨しているが[5][3]、国際的なガイドラインはこれらの使用を推奨していない[3]。最終段階の治療として、オマリズマブ、シクロスポリン、ステロイド系抗炎症薬があるが、長期的な副作用や副作用の発生率から、この順に考えることが必要となる[3]。オマリズマブのほうがシクロスポリンより副作用の発生率が少なく、ステロイドでは長期使用に懸念がある[3]。

### 急性期
抗ヒスタミン薬を使用する。
血圧低下などのショック症状があれば、アドレナリン（商品名エピペン）の注射が奏功する。呼吸困難を合併していれば、気道確保のため気管挿管が必要である。
発疹が強い場合、強力ネオミノファーゲンシーが奏功することがある。一般に「強ミノ」と略され、頻繁に使われる（日本でのみ）。

### 慢性期
6週間以上続く場合は、抗ヒスタミン薬を増量・異種併用する。
漢方薬としては、柴胡加龍骨牡蠣湯（さいこかりゅうこつぼれいとう）・酸棗仁湯（さんそうにんとう）・十味敗毒湯（じゅうみはいどくとう）がよく使われる。
度々発生したり難治性の場合は、細菌・真菌感染を疑い、慢性胃炎合併の場合は、ヘリコバクター除菌療法、慢性扁桃炎合併の場合は扁桃摘手術を施行すると、蕁麻疹も治癒することがあるため行われる。掌蹠膿疱症と同様の機序が考えられている。

### 有効性
寒冷蕁麻疹では、鎮静作用の少ない第二世代抗ヒスタミン薬でも有効であるため副作用は弱い。レボセチリジン（抗ヒスタミン薬）の鎮静作用は、ほかの第二世代抗ヒスタミンと同等である。第一世代抗ヒスタミン薬でも慢性的な蕁麻疹に有効である。妊婦における第一世代抗ヒスタミン薬の使用は胎児の予後にリスクをもたらしていなかった。
慢性的に自然発症する蕁麻疹では、寄生虫駆除によって治療できることがある。
ビタミンDはアレルギー疾患に関与すると考えられ、慢性の蕁麻疹人では血中ビタミンDが有意に低く、週60,000 IUなど高用量に摂取した場合に症状が改善された。

## 頻度
人口の15%〜20%が、一生のうちで一度は経験する。ただし、慢性蕁麻疹の頻度は非常に少ない。

## 血管性浮腫
蕁麻疹の一種に血管性浮腫（けっかんせいふしゅ、Angioedema）、またはクインケ浮腫（クインケふしゅ、Quincke's edema）と呼ばれる病態がある。
蕁麻疹と同様に皮膚の毛細血管の拡張と透過性の亢進により発症する。蕁麻疹との相違点は蕁麻疹が皮膚の表層で起こるのに対して、血管浮腫は深在性に起こるということである。死因は主に喉頭浮腫による窒息死である。
日本、欧米の治療ガイドラインにて蕁麻疹の定義は、血管性浮腫を含む。蕁麻疹の4割が血管浮腫を伴う。

### 症状
真皮深層や皮下組織など深いところで炎症を起こし、一過性限局性の浮腫が生じることがあり、血管性浮腫と言われる。特に口唇やまぶたに生じるのが典型的。蕁麻疹とは異なり、掻痒はなく、出現すると3〜4日続くのが特徴。まれに、腸管にも浮腫を生じることがあり、その場合、消化器症状を伴う。
気道内にも浮腫を生じることがあり、この場合、呼吸困難を併発し、死ぬこともある。

### 原因
降圧剤のACE阻害薬が原因のことがある。ACE阻害薬によりブラジキニンの産生が生じ、それが血管透過性の亢進を招くのが原因である。
また、近年、アンギオテンシンII受容体拮抗薬でも生じる例も多く、注目されている。
そのほか、遺伝性もあり、HAE（遺伝性血管性浮腫：Hereditary angioedema）と呼ばれる。補体第一成分阻害因子（C1-INH）の先天的欠損や凝固第XII因子の先天異常などである。この場合は補体の過剰な活性化により血中補体価の低下がおこる。

### 治療
抗ヒスタミン薬・抗アレルギー薬を使用するのが一般的。ステロイド内服薬も使用することも多い。外用剤は、ステロイド外用剤が使用される。
血管性浮腫に対しては、キニンの産生を抑制するためトラネキサム酸を使用することがある。
呼吸困難を合併していれば、気管挿管などの気道確保が必要である。

## 特異的なアレルギーをする病態
蕁麻疹を伴うアレルギー反応のうち、特異的な病態を示すものを列挙する。
- ラテックスアレルギー
- 食物依存性運動誘発性アナフィラキシー (FDEIA)
- 口腔アレルギー症候群 (OAS)